# Quietrevolution

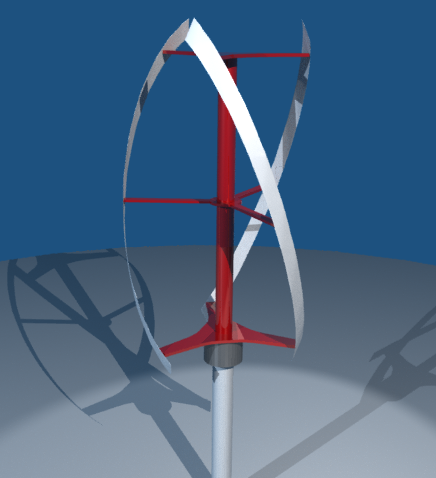
Компьютерная модель турбины.

Quietrevolution (с англ. — «тихая революция») — ветрогенератор с вертикальной осью и тремя S-образными лопастями, производится в Великобритании.
Благодаря своим конструкторским особенностям ветряки почти бесшумны и приспособлены к городским условиям, где направление ветра может меняться очень часто. Высота установки — 5 метров, диаметр — 3 метра. Одна установка мощностью 6 кВт может обеспечить электричеством пять домов, производя 10 тысяч кВт-час в год при средней скорости ветра 5,8 м/сек. Установка работоспособна при скорости ветра в пределах 4,5-16 м/сек.
Разработка получила несколько премий, включая «Sustainable Innovation Award» в 2006 году. Имеются планы по установке ветрогенераторов этой модели в ряде проектов в Нью-Йорке и Шанхае.
Установленная в Уэллсе установка обошлась в £48000, при этом выработав за месяц 33 кВт, которые стоят £5.28.